# Otto Biesinger
Otto Biesinger (Lebensdaten unbekannt) war ein deutscher Fußballspieler.

## Karriere

### Vereine
Biesinger gehörte dem Breslauer SC 08 als Mittelfeldspieler an, für den er in der vom Südostdeutschen Fußball-Verband organisierten Meisterschaft im Bezirk Mittelschlesien, als eine von seinerzeit sechs Bezirken, Punktspiele bestritt. Aus der A-Liga Breslau als Sieger von zwölf teilnehmenden Mannschaften hervorgegangen, nahm seine Mannschaft an der Vorrunde der Mittelschlesischen Bezirksmeisterschaft teil und erreichte über den 9:1-Sieg bei der SpVgg 1910 Brieg das Finale, das am 5. Februar 1928 mit 6:0 über den SSC 1901 Oels gewonnen wurde. Infolgedessen nahm er neben den fünf anderen Bezirksmeistern, sowie dem amtierenden Titelverteidiger und dem Verbandspokalsieger, an der Endrunde um die Südostdeutsche Meisterschaft teil. In dieser setzte sich seine Mannschaft mit zwei Punkten vor dem Titelverteidiger Vereinigte Breslauer Sportfreunde durch und nahm infolgedessen an der Endrunde um die Deutsche Meisterschaft teil. Sein einziges Endrundenspiel bestritt er am 8. Juli 1928 auf dem Sportplatz Kleinburg, der Spielstätte des Lokalrivalen SC Schlesien Breslau. Trotz der 2:1-Pausenführung wurde das Achtelfinale gegen den VfB Königsberg mit 2:3 verloren.

### Auswahlmannschaft
Als Spieler der Auswahlmannschaft des Südostdeutschen Fußball-Verbandes nahm er 1928 am Wettbewerb um den Bundespokal teil. Nachdem seine Mannschaft das am 29. April auf der heimischen Schlesierkampfbahn angesetzte Finale erreichte, kam er in diesem zum Einsatz und gewann durch den 2:0-Sieg über die Auswahlmannschaft des Norddeutschen Fußball-Verbandes am Ende den Pokal.

## Erfolge
- Südostdeutscher Meister 1928
- Mittelschlesischer Meister 1928
- Breslauer Meister 1928
- Bundespokal-Sieger 1928